# انتقال (روان‌شناسی)
انتقال یا ترا-فِکَنی (به انگلیسی: Transference) در روانکاوی به حالتی اشاره دارد که شخصی، به‌طور ناخودآگاه، فرد دیگری را (معمولا روانکاو خود را) آماج احساسات، آرزوها، و تجربیات قدیمی‌اش قرار دهد.
مفهوم ترا فکنی توسط زیگموند فروید تعریف شد. او کشف کرد که مراجعه‌کنندگان برای نمونه او را به عنوان پدری سختگیر می‌دیدند وقتی که خود از سوی پدرشان طرد شده بودند. یا برای نمونه عاشق او می‌شدند زمانی که او را به صورت پدری مهربان تجربه می‌کردند. فروید در آغاز ترا فکنی را به صورت یک معضل می‌دید اما بعداً آموخت که می‌تواند از آن برای درمان استفاده کند. مثلاً اگر بیماری همواره فکر می‌کرد که فروید کار کمی برای درمان او انجام می‌دهد و به این خاطر عصبانی می‌شد، فروید این‌گونه نتیجه‌گیری می‌کرد که شاید مشکل روانی او به این مربوط است که حس می‌کند بقیه تلاش لازم را برای او انجام نداده یا نمی‌دهند.